# Gates of Eden
"Gates of Eden" é uma canção do músico e compositor americano Bob Dylan lançada em seu quinto álbum de estúdio Bringing It All Back Home, de 1965, pela Columbia Records. Também foi lançado como um single no lado-B de "Like a Rolling Stone". Dylan toca o solo da música acompanhado com violão e gaita. É uma de suas canções mais surrealistas. Em uma votação de 2005, os escritores da revista Mojo, e uma série de músicos de renome a classificaram na 69º posição entre as 100 maiores canções de Dylan.

## Composição e gravação
Segundo o biógrafo de Dylan, Clinton Heylin, "Gates of Eden" foi escrita no final de junho ou julho de 1964. Baseado no rascunho limpo da música, Heylin acredita que Dylan não precisou se esforçar tanto para escrever esta canção como fez com "Mr. Tambourine Man" e "Chimes of Freedom", que foram escritas pouco tempo antes. No rascunho, oito dos nove versos da música estão completos e apenas duas linhas foram revisadas para a versão final. O verso final no rascunho está incompleto, consistindo de apenas duas frases:

| At dawn my lover comes t' me an' tells me of her dreams | Ao amanhecer, minha amante vem a mim e conta-me os seus sonhos |  |

A música foi gravada numa única tomada em 15 de janeiro de 1965, no mesmo dia em que as outras músicas do lado 2 de Bringing It All back Home — "Mr. Tambourine Man", "It's Alright, Ma (I'm Only Bleeding)" e "It's All Over Now, Baby Blue" — foram gravados. Tom Wilson foi o produtor.